# Жіноча боротьба
Жіноча боротьба — змагання з боротьби серед жінок. Поєдинки проводяться за правилами вільної боротьби. Жіночі змагання за правилами греко-римської боротьби не проводяться.
Жіноча боротьба почала поширюватися з Франції та скандинавських країн.
Перший чемпіонат світу з жіночої боротьби був проведений 1987 році у норвезькому місті Леренскуг, в якому взяли участь 47 борчинь, що представляли 9 країн. Змагання проводилися в дев'яти вагових категоріях, в яких у п'яти перемогли француженки, у трьох — норвежки, в одній — бельгійка. Наступного року борчині вперше змагалися на чемпіонаті Європи у Франції в місті Діжон. З 1989 року світові чемпіонати проводить ФІЛА (міжнародна федерація об'єднаних стилів боротьби). До програми Олімпійських ігор жіноча боротьба ввійшла 2004 року.
Чемпіонати Азії та Африки серед жінок почали проводитися лише з 1996 року, але азійські спортсменки почали виходити на передові позиції набагато раніше. Так на чемпіонаті світу 1991 року представниці Японії та Китаю здобули по три золоті нагороди.
В Україні жіноча боротьба культивується з 1990-х років. Перший чемпіонат пройшов у 1991 році. Найтитулованішою українською борчинею є Ірина Мерлені (олімпійська чемпіонка та неодноразова чемпіонка світу та Європи).